# Phước Hòa, Phú Mỹ
Phước Hòa là một phường thuộc thành phố Phú Mỹ, tỉnh Bà Rịa – Vũng Tàu, Việt Nam.

## Địa lý
Phường Phước Hòa nằm ở phía nam thành phố Phú Mỹ, có vị trí địa lý:
- Phía đông giáp phường Tân Hòa và xã Tóc Tiên
- Phía tây giáp Thành phố Hồ Chí Minh với ranh giới là sông Thị Vải
- Phía nam giáp phường Tân Hòa và thành phố Vũng Tàu
- Phía bắc giáp phường Tân Phước.

Phường Phước Hòa có diện tích 54,68 km², dân số năm 2017 là 16.126 người, mật độ dân số đạt 295 người/km².

## Lịch sử
Sau năm 1975, Phước Hòa là một xã thuộc huyện Châu Thành cũ.
Ngày 8 tháng 12 năm 1982, Hội đồng Bộ trưởng ban hành Quyết định số 192-HĐBT về việc:
- Chia xã Phước Hòa thành xã Phước Hòa và xã Hội Bài.
- Sáp nhập ấp Kim Hải của xã Phước Hòa vào xã Long Hương.

Ngày 2 tháng 6 năm 1994, xã Phước Hòa trực thuộc huyện Tân Thành mới thành lập.
Ngày 9 tháng 12 năm 2003, Chính phủ ban hành Nghị định số 152/2003/NĐ-CP về việc thành lập xã Tân Phước trên cơ sở 2.933,12 ha diện tích tự nhiên và 7.399 người của xã Phước Hòa.
Sau khi điều chỉnh địa giới hành chính, xã Phước Hòa còn lại 5.363,69 ha diện tích tự nhiên và 10.015 người.
Ngày 12 tháng 4 năm 2018, Ủy ban Thường vụ Quốc hội ban hành Nghị quyết số 492/NQ-UBTVQH14 về việc:
- Thành lập thị xã Phú Mỹ thuộc tỉnh Bà Rịa – Vũng Tàu trên cơ sở toàn bộ huyện Tân Thành.
- Thành lập phường Phước Hòa thuộc thị xã Phú Mỹ trên cơ sở toàn bộ 54,68 km² diện tích tự nhiên và 16.126 người của xã Phước Hòa.

Ngày 15 tháng 1 năm 2025, Ủy ban Thường vụ Quốc hội ban hành Nghị quyết số 1365/NQ-UBTVQH15 về việc thành lập các phường thuộc thị xã Phú Mỹ và thành lập thành phố Phú Mỹ thuộc tỉnh Bà Rịa – Vũng Tàu (nghị quyết có hiệu lực từ ngày 1 tháng 3 năm 2025). Theo đó, thành lập thành phố Phú Mỹ thuộc tỉnh Bà Rịa Vũng Tàu trên cơ sở toàn bộ thị xã Phú Mỹ. Phường Phước Hòa trực thuộc thành phố Phú Mỹ.